# Iglesia de la Inmaculada Concepción (Malligasta)

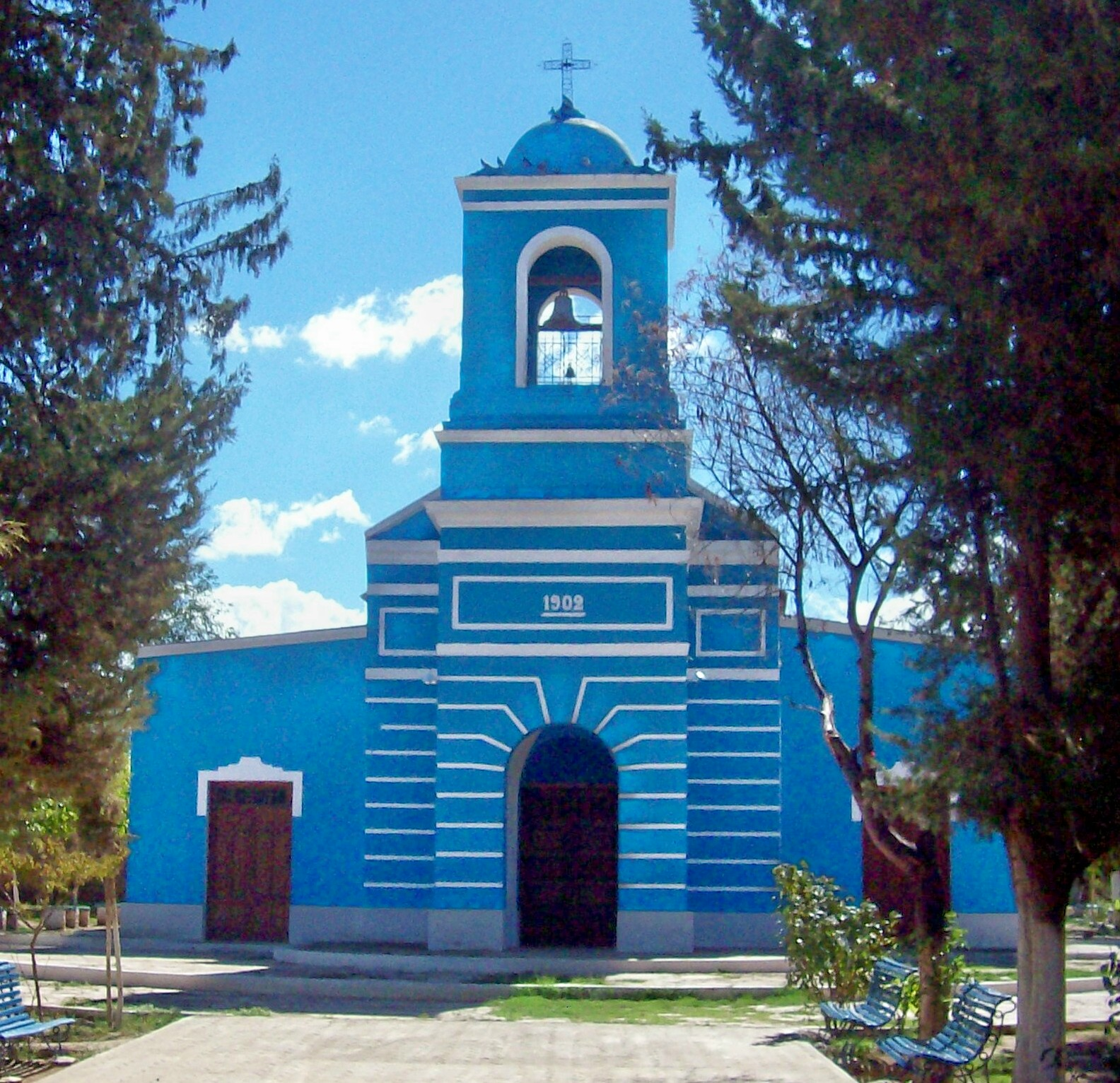
Iglesia de la Inmaculada Concepción

La Iglesia de la Inmaculada Concepción, situada en Malligasta, provincia de La Rioja, Argentina, es un Monumento Histórico de dicho país, por ley 12.655 y su modificatoria 24.852 de 1997; y conforma el llamado Circuito de las Capillas de dicha provincia. 
Fue construida en 1673 y reformada en 1902.

## Historia y descripción
Se halla frente a la frondosamente arbolada plaza principal de Malligasta. 
Originalmente constaba de una sola nave, pero en 1902 se la reformó agregándosele dos naves más y una torre con campanario. Los cambios introducidos también afectaron su fachada.
Se conservan en ella los primitivos muros de adobe sobre los cimientos de piedra construidos hacia fines del siglo XVII, y también, en su interior, valiosas imágenes coloniales.

## Fuente
- Comisión Nacional de Museos y de Monumentos y Lugares Históricos (1998). Monumentos Históricos de la República Argentina. Secretaría de Cultura de la Nación. ISBN 950-720-057-6.